# Municipio de Warminster
El municipio de Warminster (en inglés: Warminster Township) es un municipio ubicado en el condado de Bucks en el estado estadounidense de Pensilvania. En el año 2000 tenía una población de 31.383 habitantes y una densidad poblacional de 1,181.9 personas por km².

## Geografía
El municipio de Warminster se encuentra ubicado en las coordenadas 40°12′11″N 75°05′38″O / 40.20306, -75.09389.

## Demografía
Según la Oficina del Censo en 2000 los ingresos medios por hogar en la localidad eran de $54,375 y los ingresos medios por familia eran $60,907. Los hombres tenían unos ingresos medios de $41,033 frente a los $30,302 para las mujeres. La renta per cápita para la localidad era de $22,285. Alrededor del 5,3% de la población estaban por debajo del umbral de pobreza.